# PC-COVID
PC-COVID Quốc gia là ứng dụng do Cục Tin Học Hóa thuộc Bộ Thông tin và Truyền thông phát hành từ ngày 30 tháng 9 năm 2021, nhằm kiểm soát đại dịch COVID-19 tại Việt Nam, được phát triển từ nền tảng ứng dụng Bluezone. Cơ quan chủ trì của ứng dụng là Bộ Y tế, Bộ Công an, Bộ Thông tin và Truyền thông, cơ quan vận hành là Trung tâm công nghệ Phòng chống dịch COVID-19 Quốc gia và được Bkav, Viettel, VNPT tài trợ phát triển. Các tính năng chính của ứng dụng gồm cấp, quản lý mã QR cá nhân và địa điểm, quét mã QR, khai báo y tế, khai báo di chuyển nội địa, phản ánh của người dân, thông tin tiêm vắc-xin, thông tin xét nghiệm, thẻ thông tin Covid-19, truy vết tiếp xúc gần, mật độ di chuyển, xu hướng lây nhiễm, bản đồ nguy cơ...

## Lịch sử

### Bluezone

#### Phát triển
Bluezone là một ứng dụng do Cục Tin Học Hóa thuộc Bộ Thông tin và Truyền thông, phối hợp với Bộ Y tế Việt Nam phát hành chỉ dành riêng cho Android và iOS nhằm truy vết tiếp xúc và cảnh báo người nhiễm COVID-19 bằng cách sử dụng giao thức BLE. Ứng dụng được phát triển bởi Công ty Cổ phần Bkav và được giới thiệu và phát hành vào ngày 18 tháng 4 năm 2020 bởi Bộ Thông tin và Truyền thông và Bộ Y tế Việt Nam. Ông Nguyễn Tử Quảng, CEO của Bkav đã mô tả ứng dụng Bluezone là "cần thiết trong quá trình sinh hoạt hàng ngày, khi mọi người có tiếp xúc, ứng dụng trên điện thoại của họ sẽ tự "nói chuyện" với nhau". Ngày 27 tháng 4 năm 2020, phần mềm đã được mở mã nguồn nhằm đảm bảo minh bạch. Sau đó được xuất bản dưới giấy phép GNU GPL phiên bản 3. Ngày 6 tháng 8 năm 2020, trang web chính thức của ứng dụng bị gián đoạn, không thể truy cập vì nâng cấp hệ thống. Đến 18 giờ cùng ngày, trang web hoạt động bình thường trở lại. Tháng 3 năm 2021, Bluezone bổ sung tính năng quét mã QR, khai báo y tế. Tháng 4 năm 2021, ứng dụng có thêm nhiều tiện ích: Tiêm chủng, Sức khoẻ phụ nữ, xem lịch âm, ngày tốt xấu, giờ hoàng đạo...
Bluezone sẽ tạo ID tạm thời ẩn danh theo thời gian được sử dụng để thống kê và ghi lại việc tiếp xúc giữa những người đã cài đặt Bluezone với nhau. Khi hai người dùng của ứng dụng đi ngang qua trong khoảng cách 2 mét, ứng dụng sẽ sử dụng tín hiệu Bluetooth năng lượng thấp giữa các thiết bị theo thời gian để ước tính khoảng cách gần và ghi lại lịch sử tiếp xúc giữa hai người dùng. Thông tin về khoảng cách này được lưu trữ trên điện thoại, không đưa về máy chủ, không lưu trữ vị trí. Sau khi người dùng có kết quả dương tính với COVID-19, Bộ Y tế sẽ sử dụng mã ID máy của người nhiễm bệnh để truy vết lịch trình của người nhiễm và thông báo cho những người đã tiếp xúc với họ. Khi mở ứng dụng Bluezone, người dùng sẽ được yêu cầu nhập số điện thoại (có thể bỏ qua), cấp quyền cho ứng dụng, bật Bluetooth và để ứng dụng chạy. Ngoài ra, ứng dụng còn có phần cho phép chia sẻ ứng dụng đến các người dùng khác.

#### Đón nhận
Kể từ khi phát hành ứng dụng đến ngày 7 tháng 8 năm 2020, Bluezone đã có hơn 10 triệu lượt tải xuống, ứng dụng sau đó bất ngờ tăng vọt về số lượt tải trong thời gian cuối tháng 7 sau khi Đà Nẵng phát hiện thêm nhiều ca nhiễm mới. Ngày 1 tháng 8 năm 2020, Bộ Thông tin và Truyền thông và Bộ Y tế đã triển khai ứng dụng Bluezone trên phạm vi cả nước, yêu cầu các cơ quan chính phủ, tỉnh, thành phố vận động người dân tải xuống ứng dụng và sử dụng. Sau đó được thủ tướng Nguyễn Xuân Phúc đề nghị trong cuộc họp Chính phủ ngày 7 tháng 8 năm 2020, với phương châm "đi từng ngõ, gõ từng nhà, đặt mục tiêu đến 10 tháng 8 sẽ đạt được 50 triệu lượt tải". Đến tháng 9 năm 2021, Bluezone có 45 triệu lượt tải, 20 triệu người dùng thường xuyên hàng tuần.
Ngày tháng 8 năm 2020, Bộ trưởng Bộ Thông tin và Truyền thông cho biết ứng dụng Bluezone đã phát hiện 21 người F1 và F2 trong cộng đồng. Ngoài ra ông cũng cho biết cần khoảng 30 đến 45 triệu người cài đặt để ứng dụng phát huy hiệu quả. Ông Nguyễn Tử Quảng thông báo rằng ứng dụng đã phát hiện 1.391 trường hợp F1, F2 (trong đó có 693 trường hợp ở Hải Dương), tính đến ngày 19 tháng 8 năm 2020. Tuy nhiên, do tên giống với nhiều ứng dụng khác, nhiều người đã tải nhầm các ứng dụng khác có tên giống với Bluezone. Ứng dụng này cũng từng gây lo ngại về bảo mật thông tin người dùng, Phó Cục trưởng Cục Tin học hóa thuộc Bộ Thông tin và Tuyền thông cho biết "Bluezone chỉ sử dụng quyền truy cập tệp để ghi lại lịch sử tiếp xúc của người dùng với nhau. Thông tin này sau đó sẽ được lưu trên thiết bị".

### PC-COVID Quốc gia
Ngày 30 tháng 9 năm 2021, bản cập nhật ứng dụng Bluezone đổi tên ứng dụng thành PC-COVID Quốc gia. Sau khi Bluezone được cập nhật thành ứng dụng PC-Covid, xuất hiện một số trục trặc trong thao tác trên ứng dụng này như nhiều người có thẻ xanh; đã đồng bộ nhưng thiếu dữ liệu vắc-xin. Ngày 16 tháng 1 năm 2022, ứng dụng PC-COVID bổ sung tính năng tự khai báo lịch sử tiêm, lưu ảnh chụp chứng nhận tiêm, chứng nhận xét nghiệm hoặc chứng nhận F0 khỏi bệnh.